# Frankfurt-Bornheim
Bornheim is een stadsdeel van Frankfurt am Main. Het stadsdeel ligt in het oosten van Frankfurt. Bornheim is met ongeveer 26.000 inwoners een van de grootste stadsdelen van Frankfurt en maakt sinds 1 januari 1877 deel uit van de stad.

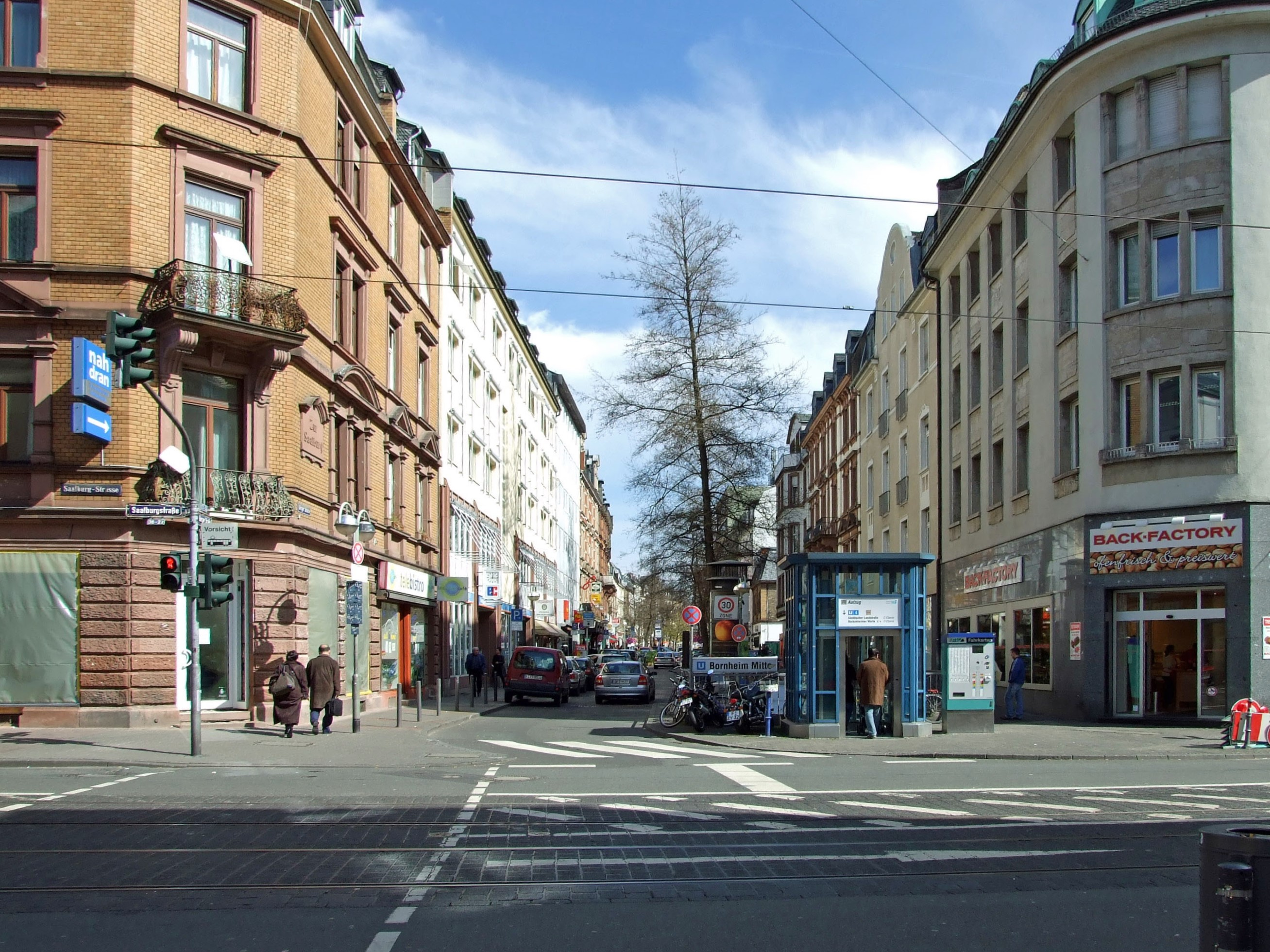
De Berger Straße in het centrum van Bornheim

Altstadt · Bahnhofsviertel · Bergen-Enkheim · Berkersheim · Bockenheim · Bonames · Bornheim · Dornbusch · Eckenheim · Eschersheim · Fechenheim · Flughafen · Frankfurter Berg · Gallus · Ginnheim · Griesheim · Gutleutviertel · Harheim · Hausen · Heddernheim · Höchst · Innenstadt · Kalbach-Riedberg · Nied · Nieder-Erlenbach · Nieder-Eschbach · Niederrad ·  Niederursel · Nordend · Oberrad · Ostend · Praunheim · Preungesheim · Riederwald · Rödelheim · Sachsenhausen · Schwanheim · Seckbach · Sindlingen · Sossenheim · Unterliederbach · Westend · Zeilsheim